# B barré dans la panse
Ne doit pas être confondu avec B barré.
B barré (majuscule : B, minuscule : b), plus précisément B barre médiane, B barré à travers la panse ou B barré à travers le contrepoinçon, est une lettre additionnelle de l’alphabet latin qui est utilisée dans l’écriture de l’emberá darién au Panama ou du pilagá en Argentine.
Cette lettre est formée d’un B diacrité avec une barre inscrite ; contrairement au B barré ‹ Ƀ ƀ › sa barre traverse le centre de la panse et le fût de la minuscule, et le centre de la majuscule.

## Utilisation

### Abréviations latines

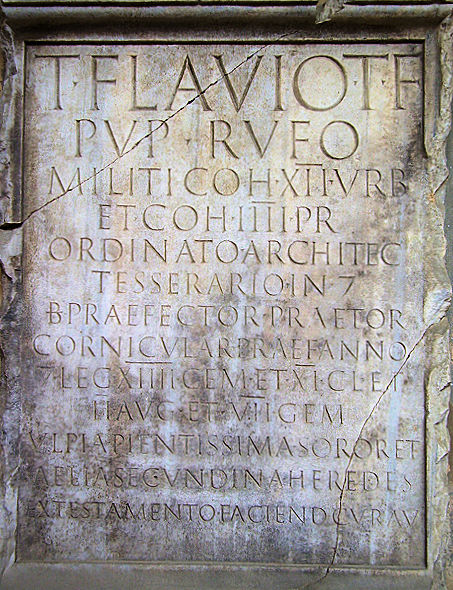
Inscription épigraphique avec le B barre médiane pour beneficiario.
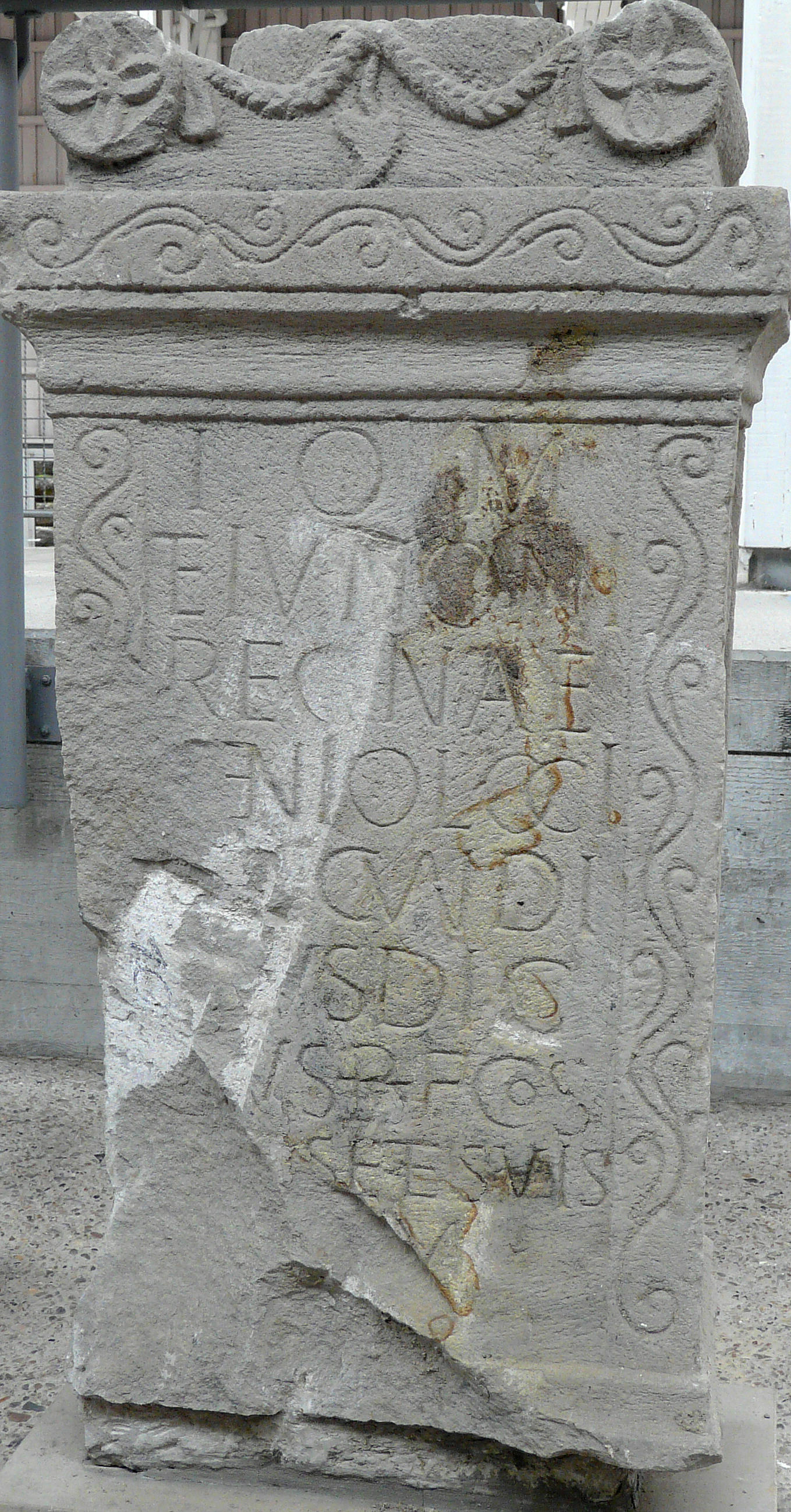
Inscription épigraphique avec le B barre médiane et F pour beneficiarius.
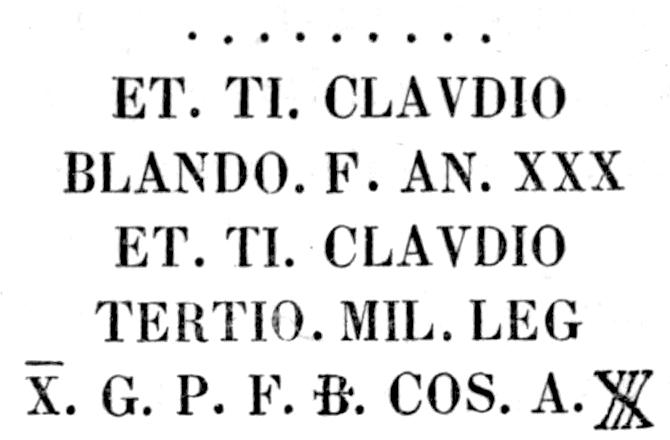
Reproduction d’une inscription épigraphique sur la tombe de Tiberius Claudius Blandus avec la B barre médiane.

Le B barre médiane est utilisé comme abréviation de beneficiarius,,,,. Il a été interprété comme ligature pour BF, lui même utilisé comme abréviation de beneficiarius, cependant il figure aussi utilisé avec F pour abrévier le même mot dans certaines inscriptions.
Le B barre médiane apparait aussi dans la ligature OB barré, composée de O barré et B barre médiane, pour obiit.

### Symbole phonétique
La minuscule du B barré à travers la panse ‹ b › est aussi utilisée comme symbole phonétique, notamment pour représenter une consonne fricative bilabiale voisée [β] par exemple par William A. Smalley en 1968 ou Marcel Danesi en 1982.
Il est souvent utilisé à la machine à écrire (en plaçant le tiret sur la lettre b) à la place du symbole béta ‹ β › de l’alphabet phonétique international.
Dans la transcription phonétique de l’Institut d’ethnologie, Antoine Meillet et Marcel Cohen utilise ‹ b › pour une consonne spirante bilabiale sonore [β̞] dans l’édition de 1952 des Langues du monde, ayant utilisé ‹ ƀ › barré à travers l’ascendante dans l’édition de 1924.

### Orthographes
Le B barré à travers la panse est utilisé dans l’écriture de l’emberá darién au Panama pour représenter une consonne occlusive injective bilabiale voisée [ɓ], notée avec le B crocheté ‹ ɓ › avec l’orthographe emberá darièn de Colombie.
Le B barré à travers la panse est utilisé dans l’écriture du pilagá en Argentine.

## Représentation informatique
Le B barré à travers la panse ne possède pas de caractères propres dans Unicode ou d’autres codages informatiques standardisés. En théorie, il peut être représenté à l’aide des caractères du B barré, Ƀ et ƀ, dans certaines polices d’écriture où sa forme est adéquate.
Il peut aussi être représenté de manière approximative à l’aide du caractère du B et du caractère combinant U+0335 diacritique barre courte couvrante : B̵ et b̵ ; ou U+0336 diacritique barre longue couvrante : B̶ b̶.
Il peut aussi être représenté à l’aide de formatage de texte, par exemple avec le balisage <s> pour barré en HTML.